# Rodrigo De Paul
Rodrigo Javier De Paul (Avellaneda, 24 mei 1994) is een Argentijns voetballer die doorgaans als middenvelder speelt. Hij verruilde Udinese in juli 2021 voor Atlético Madrid. De Paul debuteerde in 2018 in het Argentijns voetbalelftal, waarmee hij in 2022 wereldkampioen werd.

## Clubcarrière

### Racing Club
De Paul is afkomstig uit de jeugd van Racing Club. Op 10 februari 2013 debuteerde hij in de Primera División tegen Atlético de Rafaela, als vervanger van Mauro Camoranesi. Racing Club verloor de wedstrijd met 0–3. Op 3 maart 2013 startte De Paul voor het eerst in de basiself en een week later scoorde hij voor het eerst. Hij maakte het laatste doelpunt bij een 3–0 zege op San Martín. Hij was snel uitgegroeid tot wekelijkse basisspeler. De Paul maakte op 15 augustus 2013 zijn internationale debuut, in de Copa Sudamericana tegen CA Lanús (1–2 verlies).

### Valencia CF
Op 9 mei 2014 werd bekend dat De Paul voor € 4,7 miljoen getransfereerd werd naar Valencia CF, waar hij een vijfjarig contract ondertekende met een ontbindingsclausule van € 40 miljoen. Op 23 augustus 2014 debuteerde hij in de Primera División tegen Sevilla FC. Hij viel na ruim een uur in voor Paco Alcácer. Eén minuut later werd De Paul van het veld gestuurd voor een overtreding op Aleix Vidal. Vervolgens werd hij voor vier wedstrijden geschorst. Hij kreeg op 4 december 2014 zijn eerste basisplaats, in het bekerduel met Rayo Vallecano. In deze wedstrijd maakte De Paul de winnende treffer. Dat was zijn eerste doelpunt in het shirt van Valencia. Op 9 april 2015 maakte hij ook zijn eerste competitiedoelpunt, tegen Athletic Bilbao (1–1). Hij speelde op 24 november 2015 zijn eerste wedstrijd in het hoofdtoernooi van de UEFA Champions League, als invaller voor João Cancelo. Valencia verloor deze wedstrijd met 2–0 van Zenit Sint-Petersburg.

#### Verhuur aan Racing Club
De Paul werd bij Valencia geen vaste basisklant en in februari 2016 werd hij tot het eind van het seizoen verhuurd aan zijn voormalige club Racing Club. Hij speelde op 8 februari 2016 zijn eerste wedstrijd bij Racing Club sinds zijn terugkeer. Hij startte in de basiself en de club verloor met 2–1 van CA Tucumán. Op 24 februari 2016 maakte hij zijn enige doelpunt in zijn tweede periode bij Racing Club, in de Copa Libertadores tegen Club Bolívar.

### Udinese
In juli 2016 maakte De Paul voor € 3 miljoen euro de overstap naar Udinese. Hij debuteerde op 13 augustus 2016 met een basisplaats en een doelpunt voor Udinese in de Coppa Italia tegen Spezia Calcio, maar Udinese verloor toch met 2–3. Een week later debuteerde De Paul, wederom met een basisplaats, in de Serie A. Udinese verloor die dag met 4–0 van AS Roma. De Paul maakte op 29 januari 2017 zijn eerste doelpunt voor Udinese; de winnende treffer in het thuisduel met AC Milan. Hij scoorde op 9 april 2017 voor het eerst twee keer in één wedstrijd, in de competitiewedstrijd tegen Genoa CFC. Op 21 mei 2017 kreeg hij een rode kaart te zien in het competitieduel met UC Sampdoria. De Paul scoorde in vier van de eerste vijf competitiewedstrijden van het seizoen 2018/19 en werd dat seizoen de clubtopscorer met 9 doelpunten in 36 competitiewedstrijden.
De Paul begon zijn tijd bij Udinese als rechtsbuiten, maar groeide in zijn tijd bij Udinese uit tot middenvelder. Op 14 september 2019 kreeg hij een rode kaart in de eerste helft van de uitwedstrijd tegen Internazionale, waarna hij voor drie competitiewedstrijden geschorst werd. Zijn contract bij Udinese werd in oktober 2019 verlengd tot medio 2024. Vanaf november 2020 ging De Paul de aanvoerdersband dragen, als vervanger van Kevin Lasagna. In De Pauls laatste seizoen bij Udinese werd hij voor een vierde en vijfde keer in zijn carrière van het veld gestuurd: op 31 januari 2021 met twee gele kaarten in de uitwedstrijd tegen Spezia Calcio (1–0 winst) en op 17 april 2021 met een directe rode kaart in de uitwedstrijd tegen FC Crotone. Dat seizoen was hij met negen competitiedoelpunten de clubtopscorer.

### Atlético Madrid
In juli 2021 ondertekende De Paul een vijfjarig contract bij Atlético Madrid, dat € 35 miljoen voor hem betaalde aan Udinese en het jaar daarvoor kampioen van Spanje werd. Hij debuteerde op 15 augustus 2021 voor Atlético Madrid door Thomas Lemar na ruim een uur te vervangen in de competitiewedstrijd tegen Celta de Vigo (1–2 winst). Op 7 december 2021 scoorde hij voor het eerst namens Atlético Madrid, in de UEFA Champions League-uitwedstrijd tegen FC Porto (1–3 winst).

### Inter Miami
Na enkele weken onderhandelen werd zijn komst bij Inter Miami op 25 juli 2025 officieel gemaakt voor €15 miljoen, waarmee hij een contract tot 2029 bezegelde. Hij wordt opnieuw teamgenoot van zijn vriend Lionel Messi.
De Paul debuteerde op 10 augustus 2025 in de compitiewedstrijd tegen Orlando City SC, die met 4-1 verloren werd.

## Clubstatistieken
| Seizoen         | Club            | Competitie       | Competitie | Competitie | Beker | Beker | Internationaal | Internationaal | Overig | Overig | Totaal | Totaal |
| Seizoen         | Club            | Competitie       | Wed.       | Dlp.       | Wed.  | Dlp.  | Wed.           | Dlp.           | Wed.   | Dlp.   | Wed.   | Dlp.   |
| --------------- | --------------- | ---------------- | ---------- | ---------- | ----- | ----- | -------------- | -------------- | ------ | ------ | ------ | ------ |
| 2012/13         | Racing Club     | Primera División | 19         | 2          | 1     | 0     | 0              | 0              | —      | —      | 20     | 2      |
| 2013/14         | Racing Club     | Primera División | 35         | 4          | 0     | 0     | 2              | 0              | —      | —      | 37     | 4      |
| Club totaal     | Club totaal     | Club totaal      | 54         | 6          | 1     | 0     | 2              | 0              | 0      | 0      | 57     | 6      |
| 2014/15         | Valencia CF     | Primera División | 25         | 1          | 4     | 1     | —              | —              | —      | —      | 29     | 2      |
| 2015/16         | Valencia CF     | Primera División | 9          | 0          | 3     | 0     | 3              | 0              | —      | —      | 15     | 0      |
| Club totaal     | Club totaal     | Club totaal      | 34         | 1          | 7     | 1     | 3              | 0              | 0      | 0      | 44     | 2      |
| 2015/16         | → Racing Club   | Primera División | 11         | 0          | 1     | 0     | 3              | 1              | —      | —      | 15     | 1      |
| Club totaal     | Club totaal     | Club totaal      | 65         | 6          | 2     | 0     | 5              | 1              | 0      | 0      | 72     | 7      |
| 2016/17         | Udinese         | Serie A          | 34         | 4          | 1     | 1     | —              | —              | —      | —      | 35     | 5      |
| 2017/18         | Udinese         | Serie A          | 37         | 4          | 2     | 0     | —              | —              | —      | —      | 39     | 4      |
| 2018/19         | Udinese         | Serie A          | 36         | 9          | 1     | 0     | —              | —              | —      | —      | 37     | 9      |
| 2019/20         | Udinese         | Serie A          | 34         | 7          | 1     | 0     | —              | —              | —      | —      | 35     | 7      |
| 2020/21         | Udinese         | Serie A          | 36         | 9          | 2     | 0     | —              | —              | —      | —      | 38     | 9      |
| Club totaal     | Club totaal     | Club totaal      | 177        | 33         | 7     | 1     | 0              | 0              | 0      | 0      | 184    | 34     |
| 2021/22         | Atlético Madrid | Primera División | 36         | 3          | 2     | 0     | 9              | 1              | 1      | 0      | 48     | 4      |
| 2022/23         | Atlético Madrid | Primera División | 12         | 1          | 1     | 0     | 5              | 1              | —      | —      | 18     | 2      |
| Club totaal     | Club totaal     | Club totaal      | 48         | 4          | 3     | 0     | 14             | 2              | 1      | 0      | 66     | 6      |
| Carrière totaal | Carrière totaal | Carrière totaal  | 324        | 44         | 19    | 2     | 22             | 3              | 1      | 0      | 366    | 49     |

Bijgewerkt op 16 december 2022.

## Interlandcarrière
De Paul debuteerde op 11 oktober 2018 in het Argentijns elftal. Hij speelde de eerste helft van de met 4–0 gewonnen oefenwedstrijd tegen Irak. Nadat hij dat jaar vijf oefeninterlands speelde, nam bondscoach Lionel Scaloni hem mee naar de Copa América 2019. Hierop kwam hij in alle zes de wedstrijden van zijn ploeg in actie. Argentinië eindigde het toernooi als derde. Twee jaar later werd De Paul ook geselecteerd voor de Copa América 2021. Van de zeven wedstrijden die Argentinië speelde, miste De Paul enkel de laatste groepswedstrijd, tegen Bolivia. In de kwartfinales tegen Ecuador (3–0 winst) maakte De Paul het eerste doelpunt van zowel de wedstrijd als zijn interlandcarrière. Op 11 juli 2021 won Argentinië zijn eerste prijs sinds 1993 door in de finale van de Copa América te winnen van aartsrivaal Brazilië. De Paul leverde de assist bij het enige doelpunt van de wedstrijd, van Ángel Di María. Met De Paul als basisspeler won Argentinië op 1 juni 2022 de Finalissima met 3–0 van Italië. In november 2022 werd De Paul opgenomen in de Argentijnse selectie voor het WK 2022. Hij was in elke wedstrijd op dat toernooi basisspeler en Argentinië bereikte de finale waarin het na strafschoppen won van titelverdediger Frankrijk.

## Erelijst
| Competitie                  | Winnaar    | Winnaar    | Runner-up  | Runner-up  | Derde      | Derde      |
| Competitie                  | Aantal     | Jaren      | Aantal     | Jaren      | Aantal     | Jaren      |
| Argentinië                  | Argentinië | Argentinië | Argentinië | Argentinië | Argentinië | Argentinië |
| --------------------------- | ---------- | ---------- | ---------- | ---------- | ---------- | ---------- |
| Wereldkampioenschap voetbal | 1×         | 2022       |            |            |            |            |
| Copa América                | 1×         | 2021       |            |            | 1×         | 2019       |
| Finalissima                 | 1×         | 2022       |            |            |            |            |